# Tashiro Tsuramoto
Tashiro Tsuramoto (田代陣基?). Joven samurái japonés que, durante su estancia en un monasterio budista de Saga, transcribió las conversaciones que mantuvo con Yamamoto Tsunetomo, recopilándolas en el Hagakure. Violando la prohibición que le impuso Yamamoto de no publicar el libro, Tashiro distribuyó la obra a los samuráis del clan Nabeshima.
- Datos: Q3297101